# 백률사
백률사(栢栗寺)는 대한민국 경상북도 경주시 동천동 금강산에 있는 절로 조계사 제11교구 불국사의 말사다. 이차돈의 목을 베었을 때 머리가 날아간 곳에 자추사가 세워졌다고 전하는데 해당 사찰은 오늘날의 백률사로 추정된다.

## 같이 보기
- 경주 백률사 금동약사여래입상(국보 28호)
- 경주 백률사 대웅전(경상북도의 문화재자료 제4호)